# Hassan (klan)
Hassan, även Bani Hassan (arabiska بني حسان Banī Hassān), var en klan i en grupp nomadiska krigare av arabiskt ursprung som flyttade till Nordafrika under 1000-talet. Klanen härstammade från den gamla arabiska stammen Maqil, vars exakta ursprung är obekant, men de flesta lärda tror att den kom från Jemen.
Bani Hassan slog sig ner i Marocko men flyttade senare till Mauretanien. Flera väpnade konflikter mellan arab- och berberstammarna ledde till ett krig som araberna vann och dessa blev därefter dominerande över lokala berberstammar. Sedan 1600-talet har arabiskt språk och arabisk kultur varit förhärskande inom området och den arabiska dialekt som finns i stora områden av Nordafrika kallas hassaniyya.
Många efterkommande till Bani Hassan håller fast vid sina förfäders uppfattning om nedärvd ledarställning, vilket har lett till förtryck, diskriminering och till och med slaveri av andra grupper i Mauretanien.
Förutom denna nordafrikanska stam finns det en beduinstam Bani Hassan i norra Jordaniens bergstrakter.